# Hálók mesterének kertje
A Hálók mesterének kertje (hagyományos kínai: 網師園, egyszerűsített kínai írás: 网师园, pinjin, hangsúlyjelekkel: Wǎngshī Yuán) a négy leghíresebb hagyományos kínai kert egyike Szucsou (Suzhou) városában, egyben a legkisebb közülük. (A másik három kiemelt fontosságú kert a Szerény hivatalnok kertje, a Megmaradt kert és az Oroszlánliget.) A világörökség része Szucsou klasszikus kertjei néven nyolc másik környékbeli kerttel együtt. A kert a város Kuszu (Gusu) kerületében található.

## Története
A kert első változatát 1140-ben építtette Tízezer kötet terme néven Si Cseng-cse (Shi Zhengzhi), a Szung-dinasztia (Song-dinasztia) déli korszakának magas rangú tisztviselője. Első nevét a kert a könyvtárpavilonjáról kapta. A tulajdonos a kert vezérmotívumát a kínai halászok akkoriban szívesen idealizált egyszerű, magányos életéből merítette. A tulajdonos halála után a kert sok kézen ment keresztül és állapota leromlott. 1785-ben restaurálta Szung Cung-jüan (Song Zongyuan),  a Csing-dinasztia (Qing-dinasztia) visszavonult tisztviselője, aki a kínai gyakorlatnak megfelelően drasztikusan áttervezte a kertet és számos új épületet emeltetett, de megőrizte annak hangulatát. Az új tulajdonos is lélekben halásznak tekintette magát és erre való utalásként a kertnek a Hálók mesterének kertje nevet adta.
1795-ben Csü Jüan-cun (Qu Yuancun), a klasszikus irodalom tudósa lett az új tulajdonos. Ő is hozzáadott és átalakított épületeket, fákat ültetett és átrendezte a sziklákat. A kert ekkoriban vált fokozatosan híressé Csü (Qu) kertje néven, ekkor kapta az első kedvező kritikákat. 1868-ban Li Hung-ji (Li Hongyi) birodalmi tisztviselő és kalligrafikus mester lett az új tulajdonos. A kert kőoszlopainak mintegy felét ő helyezte el. 1940, Ho Csang (He Chang) szerezte meg a kertet, aki azt alaposan restauráltatta és a nevét is visszaállította a Hálók mesterének kertjére, valamint azt végrendeletileg a kormányra hagyta. 1958-ban lánya eleget téve a végrendeletnek, átadta azt a városi önkormányzatnak.
A kert a 18. században leginkább a bazsarózsáiról volt híres. Csien Ta-hszin (Qian Daxin), a neves Csing-kori történész és nyelvész azt írta, hogy kert egyesíti magában a falusi és a városi élet örömeit.

## Leírása

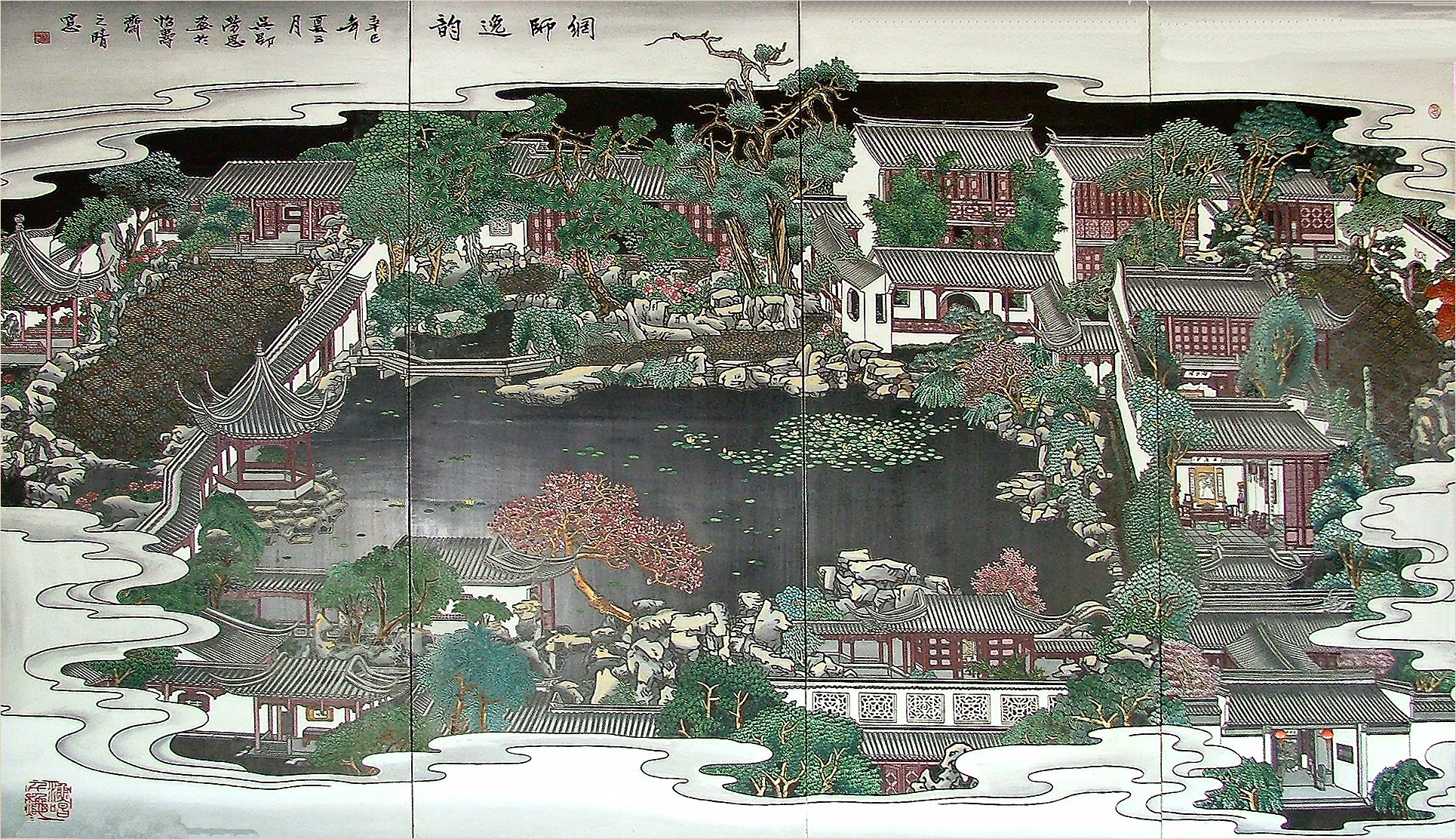
A kert áttekintő térképe

A fél hektáros terület keleti részén vannak a lakóépületek, középen a kis tó és az azt körülvevő pavilonok, a nyugati oldalon a tulajdonképpeni kert található. A lakóépületek négy termet, egy tornyot és három belső udvart is magukba foglalnak. A kis tó neve a Rózsás Felhő Medencéje. A kertben található egy sziklákból kialakított barlang, egy ciprusfa a Ming-dinasztia korából és egy több száz éves fenyő is.
A tavacskától délre lévő területek a társasági rendezvények céljait szolgálták, északra a magányos meditáció helye volt. Az épületek elhelyezésével igyekeztek a kis méretű kertnek a nagyobb belső tér látszatát adni. A tó körüli kisebb pavilonok közvetlenül a vízpartra kerültek, míg a nagyobb épületek kissé hátrébb állnak, és fák rejtik a méreteiket.
A kert egyik részletét választották ki mintául a Metropolitan Művészeti Múzeum számára, amikor a kínai-amerikai kapcsolatok 1970-es évekbeli fellendülése idején létrehoztak egy kínai kertet Astor-udvar néven a New York-i múzeumban.

## Fordítás
Ez a szócikk részben vagy egészben  a   Master of the Nets Garden című angol Wikipédia-szócikk ezen változatának fordításán alapul.  Az eredeti cikk szerkesztőit annak laptörténete sorolja fel. Ez a jelzés csupán a megfogalmazás eredetét és a szerzői jogokat jelzi, nem szolgál a cikkben szereplő információk forrásmegjelöléseként.